# Fouilleuse
Fouilleuse est une commune française située dans le département de l'Oise en région Hauts-de-France.

## Géographie

### Localisation
Le village de Fouilleuse est situé à 65 km au nord de Paris, 33 km au nord-est de Beauvais, 21 km au nord-ouest de Compiègne et à 55 km au sud d'Amiens.
Louis Graves indique en 1838 que le territoire de Fouilleuse, « de figure irrégulière, donne naissance à plusieurs vallons descendant vers le midi. Le villagé qui touche à la limite
nord ne comprend qu'une rue tortueuse, dont la continuité est interrompue par deux grandes mares. Il n'y a pas d'eau courante dans le pays ».

### Communes limitrophes
Les communes limitrophes sont  Bailleul-le-Soc, Cernoy, Maimbeville, Noroy et Épineuse.
| Noroy       | Cernoy     |                 |
|             | Fouilleuse | Bailleul-le-Soc |
| Maimbeville | Épineuse   |                 |

### Géologie et relief
La commune s'étend entre 105 et 156 mètres au-dessus du niveau de la mer. Le village (mairie) se trouve à 147 mètres d'altitude. Le point le plus bas se situe au fond d'un vallon situé dans le prolongement de la fosse Monet, à 105 mètres au-dessus du niveau de la mer, à la limite communale de Maimbeville, au sud du territoire. Le point le plus élevé se trouve à la limite communale avec Noroy proche du lieu-dit la Petite Montagne. Le territoire, forme irrégulière, il donne naissance à plusieurs vallons descendant vers le midi (fosse Monet, vallée des Chats-Huants).
Les cailloux sont accumulés au fond d'une couche de diluvium argileux, roux ou brunâtre, compacte, dans le voisinage de la roche crayeuse aux approches du village. Des limons de plateaux se sont formés dans le sol. La commune se trouve en zone de sismicité 1, c'est-à-dire très faiblement exposée aux risques de tremblement de terre.

### Hydrographie
La commune est située dans le bassin Seine-Normandie. Elle n'est drainée par aucun cours d'eau,.
Deux mares (à l'origine au nombre de trois) se trouvent dans le village le long de la RD 532. La formation du relief vallonné au sud de la commune montre toutefois une ancienne présence d'eau sur le territoire. La commune ne se situe pas au-dessus de nappes phréatiques sous-affleurantes.

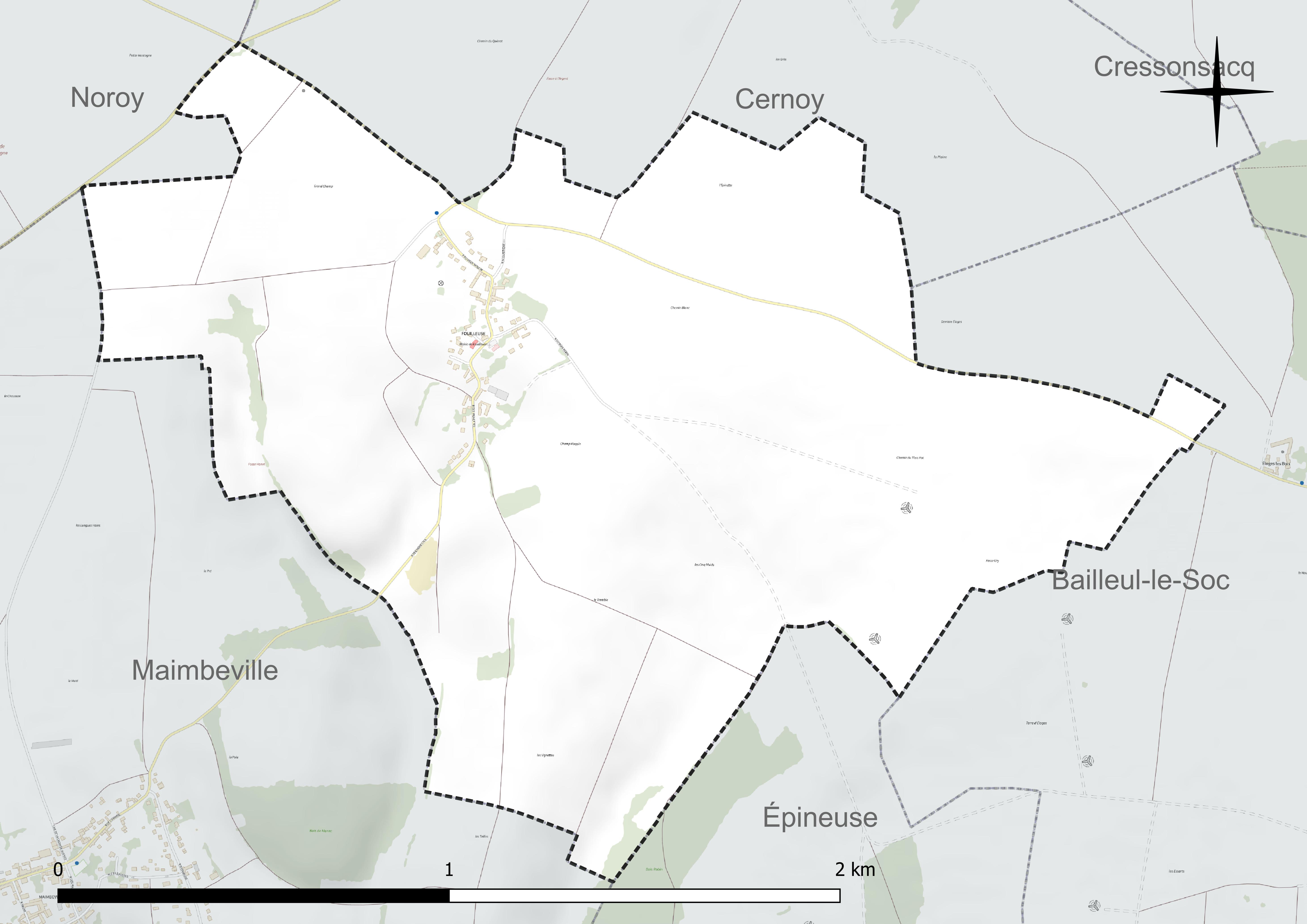
Réseau hydrographique de Fouilleuse.

### Climat
Pour des articles plus généraux, voir Climat des Hauts-de-France et Climat de l'Oise.
En 2010, le climat de la commune est de type climat océanique dégradé des plaines du Centre et du Nord, selon une étude du CNRS s'appuyant sur une série de données couvrant la période 1971-2000. En 2020, Météo-France publie une typologie des climats de la France métropolitaine dans laquelle la commune est exposée à un climat océanique et est dans la région climatique Nord-est du bassin Parisien, caractérisée par un ensoleillement médiocre, une pluviométrie moyenne régulièrement répartie au cours de l'année et un hiver froid (3 °C).
Pour la période 1971-2000, la température annuelle moyenne est de 10,2 °C, avec une amplitude thermique annuelle de 14,5 °C. Le cumul annuel moyen de précipitations est de 694 mm, avec 11,4 jours de précipitations en janvier et 7,8 jours en juillet. Pour la période 1991-2020, la température moyenne annuelle observée sur la station météorologique la plus proche, située sur la commune de Godenvillers à 18 km à vol d'oiseau, est de 11,1 °C et le cumul annuel moyen de précipitations est de 701,9 mm,. Pour l'avenir, les paramètres climatiques de la commune estimés pour 2050 selon différents scénarios d'émission de gaz à effet de serre sont consultables sur un site dédié publié par Météo-France en novembre 2022.

## Urbanisme

### Typologie
Au 1er janvier 2024, Fouilleuse est catégorisée commune rurale à habitat dispersé, selon la nouvelle grille communale de densité à sept niveaux définie par l'Insee en 2022.
Elle est située hors unité urbaine. Par ailleurs la commune fait partie de l'aire d'attraction de Paris, dont elle est une commune de la couronne,.

### Occupation des sols

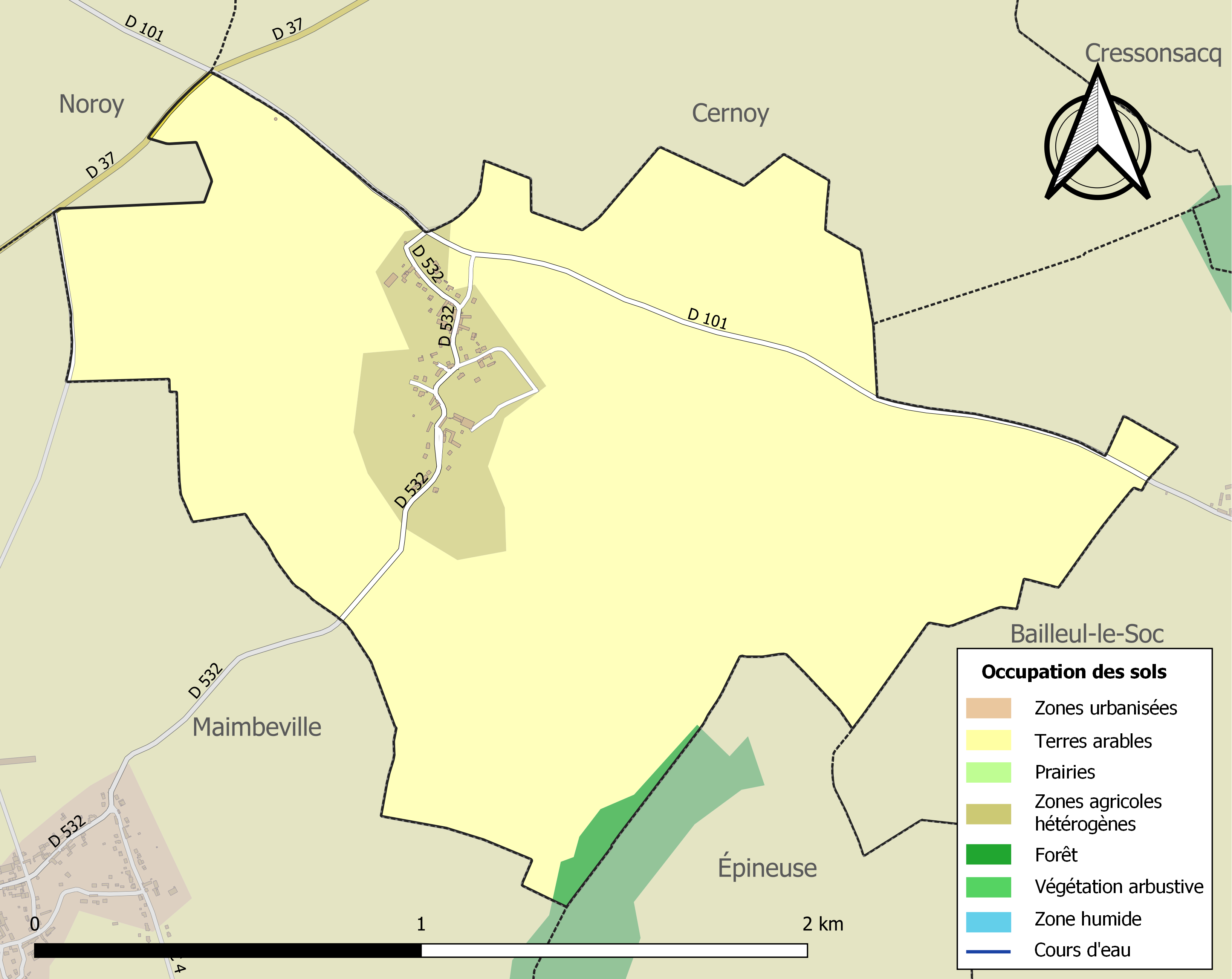
Carte des infrastructures et de l'occupation des sols de la commune en 2018 (CLC).

L'occupation des sols de la commune, telle qu'elle ressort de la base de données européenne d'occupation biophysique des sols Corine Land Cover (CLC), est marquée par l'importance des territoires agricoles (99,1 % en 2018), une proportion identique à celle de 1990 (99,1 %). La répartition détaillée en 2018 est la suivante : 
terres arables (90,6 %), zones agricoles hétérogènes (8,4 %), forêts (0,9 %). L'évolution de l'occupation des sols de la commune et de ses infrastructures peut être observée sur les différentes représentations cartographiques du territoire : la carte de Cassini (XVIIIe siècle), la carte d'état-major (1820-1866) et les cartes ou photos aériennes de l'IGN pour la période actuelle (1950 à aujourd'hui).

### Hameaux et lieux-dits
L'habitat se concentre uniquement dans le chef-lieu de Fouilleuse.
Les lieux-dits sont les suivants : Grand Champ, l'Épinette, Chemin Blanc, Derrière Éloge (partagé avec la commune de Bailleul-le-Soc), Chemin du Tiers Pot, Fosse Ury, les Cinq Muids, Champ Haquin, le Tremble et les Vignettes.

### Habitat et logement
En 2019, le nombre total de logements dans la commune était de 53, alors qu'il était de 47 en 2014 et de 40 en 2009.
Parmi ces logements, 92,4 % étaient des résidences principales, 3,8 % des résidences secondaires et 3,8 % des logements vacants. Ces logements étaient pour 100 % d'entre eux des maisons individuelles et pour 0 % des appartements.
Le tableau ci-dessous présente la typologie des logements à Fouilleuse en 2019 en comparaison avec celle de l'Oise et de la France entière. Une caractéristique marquante du parc de logements est ainsi une proportion de résidences secondaires et logements occasionnels (3,8 %) supérieure à celle du département (2,4 %) et à celle de la France entière (9,7 %). Concernant le statut d'occupation de ces logements, 87,2 % des habitants de la commune sont propriétaires de leur logement (82,9 % en 2014), contre 61,4 % pour l'Oise et 57,5 pour la France entière.
| Typologie                                               | Fouilleuse | Oise | France entière |
| ------------------------------------------------------- | ---------- | ---- | -------------- |
| Résidences principales (en %)                           | 92,4       | 90,4 | 82,1           |
| Résidences secondaires et logements occasionnels (en %) | 3,8        | 2,4  | 9,7            |
| Logements vacants (en %)                                | 3,8        | 7,1  | 8,2            |

### Voies de communications et transports
Trois routes départementales traversent le territoire communal : la route départementale 101, route départementale reliant Bulles à Estrées-Saint-Denis, traverse le nord du territoire sans traverser le village.
La RD 532, route départementale reliant Saint-Aubin-sous-Erquery à la commune, rejoint la RD 101 au nord du chef-lieu. Celle-ci le traverse par les rues du Vieux-Moulin et des Vignettes.
La RD 37, route départementale de Clermont à Gournay-sur-Aronde passe longe la limite communale puis croise la RD 101.
La gare la plus proche est celle d'Estrées-Saint-Denis à 7 km à l'est, sur la ligne Amiens - Compiègne. La gare de Clermont-de-l'Oise, sur la ligne Paris-Nord - Lille, se situe à 10 km au sud-ouest.
La commune est desservie, en 2023, par les lignes 6341 et 6343 du réseau interurbain de l'Oise. Une navette de regroupement pédagogique intercommunal (ligne 6808) relie la commune à l'école primaire d'Avrigny.

## Toponymie
Voici la liste des différents de noms de la commune, : 
« Foliosae » ou « Fouillouses » en 1173, « Folloses » en 1186, « Foilleuses » en 1190 et 1198, « Feulleules » en 1197, « Fouilleusæ » ou « Foillouse » en 1201, « Foilloses » en 1206, « Filiosa » vers 1230, « Foulleuses » en 1240, « Feulleuses » en 1255, « Folleuses » en 1275, « Fouleuzes » en 1284, « Foulleuse » en 1303 ainsi que « Fouilleuze » en 1597 puis le toponyme actuel de « Fouilleuse ».
L'une des premières formes du nom de la commune, « Foliosae » (1173) est un adjectif féminin, variante attestée de feuilleuse. Ce terme dérive du latin folia (feuille) qui, par extension, a pris le sens de « bois », avec le suffixe collectif latin -osœ. Fouilleuse a été nommée ainsi à cause de sa naissance au milieu de l'un de ces grands espaces boisés qui couvraient alors le pays,.

## Histoire

### Préhistoire et Antiquité
L'origine du village est très ancienne.
Dès l'époque du Néolithique, son territoire était déjà occupé par des hommes, comme en témoignent les outils de pierre trouvés lors de travaux agricoles. Par la suite, Celtes et Gaulois ne laissent aucune trace et ce n'est qu'à partir du XIIe siècle que son histoire commence à être connue. Fouilleuse reste dans son cadre forestier jusqu'au milieu du XIe siècle.

### Moyen Âge
Le territoire est boisé pour la plus grande partie au XIIe siècle. De 1150 à 1200, il est défriché par les religieux de l'abbaye Notre-Dame d'Ourscamp, auxquels Raoul, dit le Roux, comte de Clermont et seigneur de Breteuil avait concédé en 1173 l'investiture d'un bois situé entre Fouilleuse et Cressonsacq.
Du 21 mai 1358 au 24 juin de la même année, l'Oise, et tout particulièrement le Clermontois, est le théâtre d'une révolte de paysans, connue sous le nom de Grande Jacquerie. Privés pour un temps de leur chef Guillaume Carle, menant avec une partie de ses troupes une expédition contre le château d'Ermenonville, ceux des Jacques qui sont restés dans le Beauvaisis cherchent des hommes capables de les commander. C'est ainsi qu'ils sollicitent un habitant de Fouilleuse, Nicolas Dufour dit Melin. Celui-ci ayant refusé, ils le menacent de lui couper la tête et d'incendier sa maison. Ainsi enrôlé, Nicolas Dufour chevauche en leur compagnie pour attaquer Mello. Mais, s'il faut l'en croire, il s'échappe dès qu'il en a l'occasion. La révolte terminée, les nobles, animés d'une haine farouche, se montrent impitoyables dans la répression, se jetant sur tous les lieux habités et les incendiant, poursuivant et traquant les gens épouvantés, qu'ils aient ou non pris une part active à la rébellion. Nicolas Dufour doit, pour sauver sa vie, aller vivre avec sa femme dans des lieux cachés. Pour mettre fin à cet esprit de revanche, l'autorité royale intervint et accorda des lettres de rémission qui faisaient grâce à tous ceux qui peuvent prouver qu'ils avaient été entraînés par force ou par peur. Ce qui est le cas pour Nicolas Dufour.

### Époque moderne

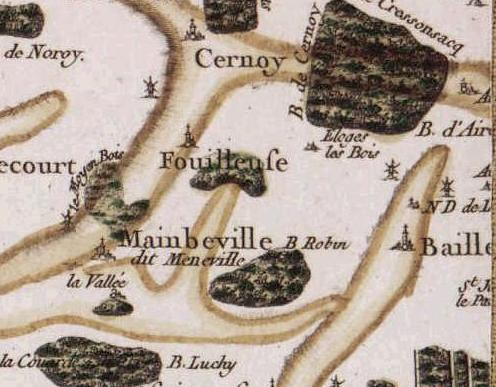
Fouilleuse, carte de Cassini.

La mairie possède une armoire en chêne, à deux battants, avec corniche horizontale de style transition entre Louis XIV et Régence. Elle est offerte en 1732 à la paroisse d'Ivillers (Villeneuve-sur-Verberie) par le prieur des lieux. La raison de sa présence dans la mairie de Fouilleuse est inconnue.
La cure de Saint-Nicolas de Fouilleuse était à la nomination de l'évêque de Beauvais : le curé avait les grosses dîmes de la paroisse et la jouissance d'un presbytère légué par Antoine Delacourt, curé du lieu. Le total de ces revenus était évalué, en 1789, à 1500 livres.
À l'origine, la paroisse de Fouilleuse relevait, pour le religieux, de l'archidiaconé de Breteuil. Sur le plan de l'administration civile, Fouilleuse était comprise dans l'élection de Clermont-en-Beauvaisis, instituée en 1483.

### Révolution française et Empire
Le 8 mars 1789, les habitants de Fouilleuse réclament, dans leurs cahiers de doléances, l'égalité devant l'impôt du clergé, de la noblesse et du tiers état, la suppression de la gabelle et des aides, le payement des impôts, moitié par le propriétaire et moitié par le fermier; ils exposaient que le territoire peu étendu de leur paroisse était endommagé par « les grandes bêtes », qui venaient des capitaineries voisines se réfugier dans les petits bois environnants. Les députés de la paroisse, à l'assemblée du bailliage de Clermont, sont : Jean Coutellier et Pierre Lambert, syndicaliste[C'est-à-dire ?].
Au mois de mai 1791 le compte de Franclieu émigre avec sa famille et rejoint à Worms le Prince de Condé qui en fait un aide de camp. En prairial an II (mai-juin 1794), ses biens situés à Fouilleuse, comprenant un corps de ferme, 47 mines de bois et un moulin à vent sont confisqués et vendus comme biens nationaux. Le revenu annuel que le comte de Franclieu tirait de ses biens à Fouilleuse s'élevait à 5760 livres. La ferme et 470 mines sont adjugées ensemble. Le reste fut divisé en 120 lots, permettant ainsi à de nombreux d'habitants de se rendre acquéreurs d'une partie des biens de leur ancien seigneur.
En avril 1801, à la suite du licenciement de l'armée du Prince de Condé, le comte de Franclieu revient avec sa famille en France. À plusieurs reprises, an IX et an X, il sollicite sa radiation de la liste des émigrés, ainsi que celles de ses enfants et des autres personnes de sa famille qui pourraient se trouver prévenues d'émigration. Sa demande est agréée par le citoyen Joseph Bonaparte qui veut bien marquer au citoyen Franclieu beaucoup d'amitié, et voulait bien de porter caution de sa moralité. Le dernier seigneur de Fouilleuse se retire à Airaines où il meurt le 18 pluviôse an XII (8 février 1804)[réf. nécessaire].
En 1790, quand la France est divisée en départements, Fouilleuse forme avec Bailleul-le-Soc et Maimbeville le canton de La Neuville-Roy, compris dans le district de Clermont. Le 23 vendémiaire an X (15 octobre 1801), un arrêté du gouvernement réduit à 18, le nombre de cantons de l'arrondissement de Clermont. Le canton de La Neuville-Roy supprimé, Fouilleuse se retrouve englobé dans un nouveau canton avec Bailleul-le-Soc pour chef-lieu. Quelques mois plus tard, le 26 ventôse an XI (17 mars 1803), les consuls prennent un nouvel arrêté qui supprimait le canton de Bailleul-le-Soc. Fouilleuse est incorporée au canton de Clermont.

### Époque contemporaine
Au début du XIXe siècle, il y avait à Fouilleuse, comme dans toutes les communes de l'Oise, une école primaire publique. La commune est rattachée à celle de Maimbeville de 1828 à 1834.
Une station de télégraphe Chappe est établie à quelques centaines de mètres au nord-ouest du village, au lieu-dit « le Moulin de Fouilleuse » en 1794 sur la ligne Paris - Lille et elle est utilisée jusqu'en 1853 : ce point, à 150 mètres d'altitude, situé à l'extrémité d'une croupe, domine toute la région environnante. L'aspect y avait, selon Louis Graves, plus d'étendue qu'au télégraphe de Clermont. En 1853, tout le matériel télégraphique est vendu, et le bâtiment démoli. Ce poste correspondait au sud avec celui d'Agnetz (à 12,5 km) et au nord avec ceux de Belloy (à 14,6 km et de Boulogne-la-Grasse,.
En 1838, outre le moulin et le télégraphe, toute la population était occupée à l'activité agricole. On comptait alors 37 maisons.
Trois mares fournissaient l'eau en bétail. Dans les années de sécheresse, lorsque ces mares sont à sec, les habitants s'approvisionnaient d'eau à Cernoy. Un seul puits public, situé au centre de la commune, profond d'environ 100 mètres, fournissait une bonne eau potable.
En 1890, le village se composait de 23 maisons réparties en deux rues, la Grand'rue et la rue de l'église. Aujourd'hui, le village compte une trentaine d'habitations réparties en quatre rues.
Depuis le XIXe siècle, la commune subit un exode rural important et une restructuration des finages.

## Politique et administration

### Rattachements administratifs et électoraux

#### Rattachements administratifs
La commune se trouve depuis 1942 dans l'arrondissement de Clermont du département de l'Oise.
Elle faisait partie depuis 1803 du canton de Clermont. Dans le cadre du redécoupage cantonal de 2014 en France, cette circonscription administrative territoriale a disparu, et le canton n'est plus qu'une circonscription électorale.

#### Rattachements électoraux
Pour les élections départementales, la commune fait partie depuis 2014 d'un nouveau canton de Clermont
Pour l'élection des députés, elle fait partie de la septième circonscription de l'Oise.

### Intercommunalité
Fouilleuse est membre de la communauté de communes du Clermontois, un établissement public de coopération intercommunale (EPCI) à fiscalité propre créé fin 1999 et auquel la commune a transféré un certain nombre de ses compétences, dans les conditions déterminées par le code général des collectivités territoriales.
Cette communauté de communes succède au district urbain de Clermont créé en 1960.

### Tendances politiques et résultats
Lors du second tour de l'élection présidentielle française de 2002, Fouilleuse est la quinzième commune de France à avoir voté le plus pour Jean-Marie Le Pen. Son score dans la commune fut de 53,85 %. Cette implantation du Front national se confirme lors du premier tour des élections régionales de 2015, où 71,7 % des votants chosissent sa liste,.
Cette prédominance de ce parti, devenu le Rassemblement national, se poursuit puisque lors du premier tour de l'élection présidentielle de 2022, Marine Le Pen (FN) obtient 54,76 % des suffrages exprimés, suivie notamment par Emmanuel Macron (LREM, 17,86 %), Jean-Luc Mélenchon (LFI, 5,95 %) et Éric Zemmour (Renaissance, 4,76 %).
Lors du second tour, Marine Le Pen recueille 63 vote (81,82 % des suffrages exprimés), devançant très largement le président élu Emmanuel Macron, qui a obtenu 14 votes (18,18 %). Lors de ce scrutin, 10,31 % des électeurs se sont abstenus.

### Liste des maires
| Période                                  | Période                       | Identité                                                 | Étiquette | Qualité                                                                      |
| ---------------------------------------- | ----------------------------- | -------------------------------------------------------- | --------- | ---------------------------------------------------------------------------- |
| Les données manquantes sont à compléter. |                               |                                                          |           |                                                                              |
| 1790                                     | 1791                          | Pierre Lambert                                           |           |                                                                              |
| 1791                                     | 1792                          | Jean Coutellier                                          |           |                                                                              |
| 1792                                     | An IV                         | Jean Delattre                                            |           |                                                                              |
| An IV                                    | 1800                          | Lambert, Thierry, Laurent le jeune                       |           | Respectivement officier public et agents municipaux                          |
| 1800                                     | 1814                          | Pierre Lambert (réelu)                                   |           |                                                                              |
| 1814                                     | 1828                          | Nicolas Coutellier                                       |           |                                                                              |
| 1828                                     | 1834                          | La commune est rattachée à Maimbeville                   |           |                                                                              |
| 1834                                     | 1837                          | Jean François Joseph Rieul Chantareau                    |           |                                                                              |
| 1837                                     | 1838                          | Jean Jacques Pollé                                       |           |                                                                              |
| 1838                                     | 1863                          | Louis François Auguste Lejeune                           |           |                                                                              |
| 1863                                     | 1865                          | Joseph Louis Stanislas Eloy - Stanislas Laurent Beauvais |           |                                                                              |
| 1865                                     | 1878                          | Stanislas Chantareau                                     |           | Chargé de l'exploitation du poste télégraphique de Fouilleuse de 1821 à 1833 |
| 1878                                     | 1903                          | Edmond Toulet                                            |           |                                                                              |
| 1903                                     | 1908                          | Charles Geffroy                                          |           |                                                                              |
| 1908                                     | 1931                          | Albert Toullet                                           |           |                                                                              |
| 1931                                     | 1936                          | Robert Beauvais                                          |           |                                                                              |
| 1936                                     | 1940                          | Paul Lamare                                              |           |                                                                              |
| 1940                                     | 1979                          | Eugène Rabbé                                             |           |                                                                              |
| 1979                                     | juin 2011,                    | Jean Rabbé                                               | DVD       | Agriculteur retraité, fils du précédent Décédé en fonction                   |
| juin 2011                                | mai 2020                      | Arnaud Petitprez                                         |           | Fonctionnaire                                                                |
| mai 2020                                 | été 2023                      | Nathalie Bonicki                                         |           | Démissionnaire                                                               |
| octobre 2020                             | En cours (au 24 octobre 2023) | Ghislaine Sorbara                                        |           | Responsable qualité dans un groupe automobile                                |

## Équipements et services publics

### Eau et déchets
Un château d'eau se trouve au nord du chef-lieu et une station d'épuration au nord-ouest.

## Population et société

### Démographie
Les habitants sont appelés les Fouloisiens.

#### Évolution démographique
L'évolution du nombre d'habitants est connue à travers les recensements de la population effectués dans la commune depuis 1793. Pour les communes de moins de 10 000 habitants, une enquête de recensement portant sur toute la population est réalisée tous les cinq ans, les populations de référence des années intermédiaires étant quant à elles estimées par interpolation ou extrapolation. Pour la commune, le premier recensement exhaustif entrant dans le cadre du nouveau dispositif a été réalisé en 2006.

En 2022, la commune comptait 144 habitants, en évolution de +3,6 % par rapport à 2016 (Oise : +0,87 %, France hors Mayotte : +2,11 %).
| 1793 | 1800 | 1806 | 1821 | 1836 | 1841 | 1846 | 1851 | 1856 |
| ---- | ---- | ---- | ---- | ---- | ---- | ---- | ---- | ---- |
| 108  | 100  | 109  | 107  | 107  | 106  | 106  | 92   | 94   |

| 1861 | 1866 | 1872 | 1876 | 1881 | 1886 | 1891 | 1896 | 1901 |
| ---- | ---- | ---- | ---- | ---- | ---- | ---- | ---- | ---- |
| 100  | 92   | 91   | 92   | 85   | 86   | 70   | 69   | 84   |

| 1906 | 1911 | 1921 | 1926 | 1931 | 1936 | 1946 | 1954 | 1962 |
| ---- | ---- | ---- | ---- | ---- | ---- | ---- | ---- | ---- |
| 78   | 74   | 68   | 58   | 56   | 56   | 72   | 60   | 34   |

| 1968 | 1975 | 1982 | 1990 | 1999 | 2006 | 2011 | 2016 | 2021 |
| ---- | ---- | ---- | ---- | ---- | ---- | ---- | ---- | ---- |
| 24   | 37   | 61   | 68   | 77   | 103  | 116  | 139  | 145  |

| 2022 | - | - | - | - | - | - | - | - |
| ---- | - | - | - | - | - | - | - | - |
| 144  | - | - | - | - | - | - | - | - |

#### Pyramide des âges
La population de la commune est relativement jeune.
En 2018, le taux de personnes d'un âge inférieur à 30 ans s'élève à 43,8 %, soit au-dessus de la moyenne départementale (37,3 %). À l'inverse, le taux de personnes d'âge supérieur à 60 ans est de 7,9 % la même année, alors qu'il est de 22,8 % au niveau départemental.
En 2018, la commune comptait 71 hommes pour 70 femmes, soit un taux de 50,35 % d'hommes, légèrement supérieur au taux départemental (48,89 %).
Les pyramides des âges de la commune et du département s'établissent comme suit.
| Hommes | Classe d’âge | Femmes |
| ------ | ------------ | ------ |
| 0,0    | 90 ou +      | 0,0    |
| 1,4    | 75-89 ans    | 0,0    |
| 8,6    | 60-74 ans    | 5,8    |
| 12,9   | 45-59 ans    | 17,4   |
| 37,1   | 30-44 ans    | 29,0   |
| 12,9   | 15-29 ans    | 20,3   |
| 27,1   | 0-14 ans     | 27,5   |

| Hommes | Classe d’âge | Femmes |
| ------ | ------------ | ------ |
| 0,5    | 90 ou +      | 1,4    |
| 5,5    | 75-89 ans    | 7,6    |
| 15,6   | 60-74 ans    | 16,3   |
| 20,8   | 45-59 ans    | 20     |
| 19,4   | 30-44 ans    | 19,4   |
| 17,6   | 15-29 ans    | 16,2   |
| 20,6   | 0-14 ans     | 19,1   |

## Économie
La principale culture est celle de la betterave et depuis peu du lin et du soja[réf. nécessaire]

## Culture locale et patrimoine

### Lieux et monuments
On peut signaler :
- Église Saint-Nicolas : l'église, reconstruite en 1644, est une petite construction en moellons, couverte en tuile. Le clocheton seul est couvert d'ardoise, l'intérieur est plafonné[a 3]. Elle se trouve contiguë au cimetière. 
Bien qu'apparemment il n'y ait aucune contrainte de terrain, le bâtiment est anormalement orienté nord-est et non pas Est comme le sont généralement les églises de cette époque. Aussi peut-on supposer qu'elle ait été construite à l'emplacement d'une ancienne construction ou à partir d'un bâtiment existant. Peut-être un prieuré, celui des moines cisterciens, qui œuvrèrent sur la commune au XIIe siècle, ou celui d'une communauté religieuse. L'une des rues de la commune porte en effet le nom de Scholastique (ou Scolastique), sœur de saint Benoît de Nursie qui fonda la branche féminine des bénédictins. 
À gauche en entrant, les fonts baptismaux, sculptés dans une pierre assez dure, datent probablement du XIIe siècle. Ils sont donc plus anciens que l'église actuelle, et pourraient être ceux de l'église précédente. Au mur, toujours sur la gauche, une plaque gravée, en pierre, rappelle la donation faite à la fabrique de Fouilleuse, le 17 mai 1560, par Claude Mahé, curé du village. 
Aux murs, encadrant l'autel, sont accrochées quatre toiles peintes, datées et signées Picard ou François Picard à Clermont : une Annonciation (1764), la Transfiguration du Christ (1763), une Assomption (1763) et une peinture de la Cène (1768-1769). On remarque également deux vitraux du XIXe siècle : la légende de saint Nicolas se trouve dans la baie axiale du chœur, et un bâton de procession représentant saint Nicolas[b 7]. Une poutre de gloire, des XVIIIe et XIXe siècles, y est classée monument historique[37].
- Ancien moulin : en 1672, un moulin à vent est construit à Fouilleuse sans doute par la famille de Conflans qui en possède alors la terre. Ce moulin est l'un des 357 moulins à vent exploités dans le département de l'Oise en 1800[38]. Il cesse de fonctionner en 1878 ou 1882, après le décès du dernier meunier, Alexandre Wattelier. 
Le moulin de Fouilleuse tournait en moyenne 6 heures par jour, en fonction des vents. Sa production journalière était de 180 kg de farine, mouture économique. Les deux meules, en partie brisées, ont été retrouvées lors des travaux de terrassement à l'intérieur de la tour. Celle du dessus avait un diamètre de 1,98 m et son épaisseur était de 16,6 cm. Le dormant, placé en-dessous, avait une épaisseur de 22 cm. Le diamètre de l'œillard était de 36,6 cm. Ces meules provenaient de l'atelier de production de la Ferté-sous-Jouarre, comme c'était le cas pour la grande majorité des moulins de la région.
La tour en pierre, située un peu en dehors du village, à une altitude de 154 mètres par rapport au niveau de la mer, existe toujours. Réduite à l'état de ruine, sa restauration est menée en  1996-1997, grâce à M. Rabbé, ancien maire de la commune. Il y a maintenant au sommet de la tour du moulin une table d'orientation qu'il est possible de visiter en prenant rendez-vous auprès de la mairie de Fouilleuse[b 8],[39].
- Le château d'eau : sur celui-ci est représentée une fresque de paysage agricole[20].
- Stèles et monuments : 
  - Monument aux morts
  - Croix de Justice
  - Calvaire, rue du Bois-Robin
  - Croix, dans le cimetière attenant à l'église Saint-Nicolas

### Fouilleuse dans les arts et la culture
Le groupe de musique humoristique « F.S.A » (Fouilleuse Style Attitude) s'est constitué à Fouilleuse au mois d'août 2008. Les deux membres (Dr Pesto et MC Soja) composent, enregistrent, réalisent et montent eux-mêmes des clips décalés. Leurs comptes YouTube et Dailymotion comptabilisent plus de 200 000 vues de leurs vidéos comiques, ce qui, rapporté à la population de la commune, est important.

### Personnalités liées à la commune
La seigneurie de Fouilleuse appartenait au XIIe siècle à une famille qui en portait le nom, et dont certains membres nous sont connus : 
- en 1191, Evrard est seigneur de Fouilleuse[a 1].
- Roger, son fils, chevalier, est mentionné dans des titres de 1201 et 1233[a 1].
- Simon, chevalier, est seigneur de Fouilleuse en 1275[a 1].
- Thibaut l'est en 1281[a 1].
- En 1284, Robert, comte de Clermont donne à Thibault de Fouleuzes, chevalier, pour ses  loyaux services, son bois de Breuil-le-Sec, appelé bois de Gaaingni[b 9].
- En 1373, Philippe de Fouilleuse, écuyer, tient du château de Clermont un fief à Fouilleuse et un autre à Soutraine[a 4].
- Simon de Fouilleuse, écuyer, vassal de Jean Ier de Bourbon, comte de Clermont, suit son suzerain dans les courants des Armagnacs en 1411 au siège de Saint-Cloud. Cette ville ayant été reprise par les Bourguignons, Simon, rentrant dans ses terres, est fait prisonnier par le capitaine de Compiègne, mais obtient sa grâce au roi[a 4].
- Guillaume, dit « le Bègue », son fils, ayant épousé en 1420 Marie de Boves, héritière de Flavacourt dans le Vexin français, est l'origine de la famille de Fouilleuse-Flavacourt, qui s'éteint en 1762[a 4].
- Antoinette, dame de Fouilleuse, épouse vers 1463 Aubert de Ravenel, seigneur de Porquéricourt et de Rantigny, et lui apporte en dot la terre de Fouilleuse[a 4].
- En 1482, Christophe de Ravenel, leur fils aîné en hérite. La famille des Ravenel conserve cette terre pendant plus d'un siècle[a 4].
- En 1599, Fouilleuse devient propriété de la maison des Conflans, par le mariage de Madeleine, fille de Claude de Ravenel, avec Antoine de Conflans, seigneur de Saint-Rémy, et demeure dans cette famille jusqu'en 1692, où cette seigneurie est achetée par Antoine de Belleval, avant de revenir aux mains des Conflans[a 4].
- Au milieu du XVIIIe siècle, la seigneurie de Fouilleuse appartient à Louis de Conflans, marquis d'Armentières, lieutenant général des armées du roi[a 4].
- En 1773, elle fait retour à Belleval, et en 1785, par alliance au comte de Franclieu, qui était seigneur au moment de la révolution française[a 4].
- En 1775 Antoine II de Belleval parrainne la cloche de l'église de Bailleul-le-Soc[b 10].

### Héraldique
| Blason de Fouilleuse | Blason  | De gueules papelonné d'argent entre-semé de trèfles renversés du même, au franc-quartier de sable chargé d'une tour d'or coulissée, ajourée et maçonnée du champ. |
| Blason de Fouilleuse | Détails | Le blason des Fouilleuse est fait d'une facture assez rare, le papelonné (si on excepte la Famille Champenoise des Angures). Les seuls seigneurs portant les mêmes armes sont les Ronquerolles, seigneurs du hameau du même nom de la commune d'Agnetz, et pour une autre branche de cette famille seigneurs de Ronquerolles (Val d'Oise) située près de Chambly, la commune du Val-d'Oise utilise pour son blason les armes des seigneurs de Ronquerolles. Il semble que les armes des Fouilleuse soient une brisure du franc-quartier avec en surcharge un roc d'échiquier, un annellet, une étoile (ou molette d'Éperon) et un écusson. D'autres familles recensées dans le comté de Clermont en 1375 portaient d'autres brisures (Béronne, Erquinvillers, Crapin, Noroy, qui possédaient un lion à deux faces, un chevron, et une bordure). A l'occasion des festivités marquant la fin des travaux de rénovation de la tour du moulin (21 juin 1997) la municipalité de Fouilleuse décide de choisir pour emblème du village un blason de l'un de ses anciens seigneurs. |

## Pour approfondir